# Gaio Oppio
Gaio Oppio (in latino Gaius Oppius; ... – post 42 a.C.) è stato un politico e biografo romano.
Appartenente al rango degli Equites, fu un convinto sostenitore di Gaio Giulio Cesare, del quale curò le relazioni con gli altri politici. Strinse rapporti anche con Marco Tullio Cicerone, e, dopo la morte di Cesare, favorì l'ascesa di Ottaviano. Fu autore di varie biografie (tra cui quella dello stesso Cesare, di Publio Cornelio Scipione Africano e di Gaio Cassio Longino), e di un libretto in cui sosteneva che Cesarione non fosse in realtà figlio di Cesare. Gli vengono attribuiti il Bellum Hispaniense, il Bellum Africum e il Bellum Alexandrinum.